# Robert Walser
Robert Otto Walser (Biel, Suiza, 15 de abril de 1878 - cerca de Herisau, Suiza, 25 de diciembre de 1956) fue un escritor suizo de expresión alemana.

## Vida y obra

### Primeros años (1878-1897)
Séptimo de ocho hermanos, Walser nació en el seno de una familia de clase media. Su padre, Adolf Walser (1833-1914), era encuadernador y regentaba una papelería; su madre, Elisabeth Marti (1839-1894), trabajaba en el negocio de su marido. El negocio familiar empieza a decaer y, en 1899, la familia se traslada al barrio industrial de Biel. El descenso social de los Walser agrava la enfermedad psíquica de la madre, que muere en 1894. Según la opinión de varios estudiosos, entre ellos Peter von Matt, la relación de Walser con su madre era tan «simbiótica» que su pronta desaparición lo marcaría para siempre.
De sus siete hermanos, Robert mantendrá siempre buena relación con Karl (1877-1943), pintor, ilustrador y escenógrafo de renombre, y con Lisa (1875-1944), que ejerce de maestra y es quien, después de la enfermedad de la madre, cuidará de ella y de sus hermanos. Obligado a abandonar los estudios ‒sus padres no pueden permitírselos‒, con catorce años Robert entra como aprendiz en la sede del Banco Cantonal de Berna en Biel, donde permanecerá de 1892 a 1895. Son los años en los que Walser acaricia todavía la idea de convertirse en actor. Ya por entonces su obra preferida es Los bandidos, de Friedrich Schiller. De 1894 data una acuarela de su hermano en la que Robert aparece disfrazado de Karl Moor. 
En 1895, terminado el período de formación en el banco, Walser se marcha a Basilea, donde trabajará de abril a agosto en la empresa Speyer & Co., y asistirá a escondidas a clases de teatro. En septiembre de ese mismo año se traslada a Stuttgart, donde vive su hermano Karl. Allí se desempeña como escribiente en el departamento de publicidad y anuncios de la Union Deutsche Verlagsgesellschaft. En octubre de 1896, tras varios intentos frustrados de labrarse una carrera en el mundo del teatro, Walser regresa a Suiza a pie, en lo que puede considerarse uno de los viajes más significativos de su vida y que mayor reflejo encontrará en sus escritos. En esta ocasión se instala en Zúrich, donde permanecerá casi ininterrumpidamente hasta 1905. Allí trabajará en toda suerte de empleos ‒oficinista, ayudante de contable, escribiente‒, circunstancia que se reflejará en la querencia que su obra tiene por esta clase de personajes y trabajos subalternos. De 1897 data el primer poema suyo que se conserva, «Zukunft» [Futuro]. Ese mismo año emprende su primer viaje a Berlín. 

### Inicios literarios (1898-1905)
En 1898, gracias a la mediación del crítico y periodista Josef Victor Widmann –que sería una de sus mayores valedores–, publica seis poemas en el suplemento dominical del periódico Der Bund, que aparecen firmados solo con sus iniciales. Ese mismo año conoce al escritor, crítico y traductor austriaco Franz Blei, por entonces redactor de la influyente revista Die Insel, que había reparado en la obra de Walser. Blei lo introduce en los ambientes de la revista, donde conocerá a figuras como Frank Wedekind, Max Dauthendey u Otto Julius Bierbaum. Son los años de máximo apogeo del modernismo o Jugendstil en Alemania, con Múnich como principal centro de irradiación. En 1899, en el primer número de Die Insel, que se edita en la capital bávara, se publican cuatro poemas suyos. Es por esa época cuando Walser toma la determinación de dedicarse a la escritura.
Aunque sigue radicado en Zúrich, Walser inicia una existencia nómada y pasa largas temporadas en otras ciudades, como Thun, Múnich, Berlín, Winterthur, Berna o Täuffelen, en este último caso en casa de su hermana Lisa. En otoño de 1899 se instala en Solothurn, donde se quedará hasta la primavera del año siguiente. No deja de publicar poemas y prosas breves en revistas y periódicos, y se consagra a uno de sus géneros preferidos, el «Dramolett» o drama breve. En julio de 1901 se instala en Múnich, donde escribirá dos de sus «Dramolette» más conocidos, Aschenbrödel [Cenicienta] y Schneewittchen [Blancanieves], que se publicarán ese mismo año en Die Insel. En octubre regresa a Zúrich y se consagra a la escritura del que será su primer libro, Los cuadernos de Fritz Kocher, con cuyo manuscrito se trasladará a Berlín a finales de año en busca de un editor. Tras dos meses y varias tentativas fallidas, Walser deja la capital alemana y en febrero de 1902 se instala temporalmente en casa de su hermana Lisa en Täuffelen. Finalmente Los cuadernos de Fritz Kocher se publican, como sus primeros poemas, en el suplemento dominical de Der Bund, gracias de nuevo a la intercesión de Widmann. En mayo de 1902 vuelve a Zúrich, donde trabaja como escribiente en la Oficina para Desempleados, una organización benéfica creada para ocupar en tareas burocráticas y de copia a las personas en paro con formación comercial.
En 1903 trabaja unos meses en una fábrica de Winterthur. Después de pasar el período de instrucción militar, en junio empieza a trabajar como secretario y contable en casa del ingeniero e inventor Carl Dubler, en Wädenswil, cerca de Zúrich. Esta experiencia será la base de su segunda novela, El ayudante (1908), en la que verterá, vestidos de ficción, varios de los episodios allí vividos.
En 1904, la editorial Insel, asociada a la revista homónima, publica en forma de libro Los cuadernos de Fritz Kocher, de cuyo diseño de cubierta e ilustraciones se encarga su hermano Karl. La publicación, que consta de una serie de ejercicios de redacción o composición escolar, prefigura ya buena parte de los temas recurrentes en su obra: el gusto por la naturaleza y la espontaneidad, el mundo de los subordinados felices de serlo, el estupor, el carácter muchas veces absurdo de las convenciones sociales y la digresión, que es a un mismo tiempo física, mental y estilística.

### 1905-1912: Período de Berlín
En 1905 se traslada a Berlín, donde su hermano Karl, por entonces una figura reconocida e influyente en el mundo artístico de la capital –en una carta a su hermana Fanny, Robert escribe: «Karl se ha convertido en un perfecto hombre de éxito»–, lo introducirá en los círculos literarios. Antes, sin embargo, a finales del verano de 1905, Walser se inscribe en Berlín en un curso para convertirse en mayordomo, y en otoño de ese mismo año entra a trabajar como tal en el castillo de Dambrau, en la Alta Silesia. También esta experiencia, la de preferir servir a ser servido, se reflejará posteriormente en su obra, tanto en los textos breves –muchos de ellos redactados en forma de carta– como en el que quizá sea su libro más conocido: Jakob von Gunten (1909), novela escrita en forma de diario.
En Berlín vive casi por entero consagrado a la escritura. No solo escribe y publica sus tres grandes novelas –Los hermanos Tanner (1907), que completa en menos de seis semanas; El ayudante (1908), y la ya mencionada Jakob von Gunten (1909)–, sino que son también años en los que colabora asiduamente con periódicos de todo el mundo germano, en los que publica textos breves que le granjearán las simpatías del público en general y también de los especialistas o colegas. Su editor en la editorial Bruno Cassirer, en la que aparecen sus tres novelas, era nada menos que Christian Morgenstern. Sus textos reciben los elogios de Rainer Maria Rilke, Max Brod, Hermann Hesse o del mismísimo Franz Kafka, al que, según Brod, le gustaba leer sus textos «en voz alta con enorme regocijo, embelesado, exprimiendo cada gota. Estábamos los dos solos, pero él leía como si estuviera ante un público integrado por cientos de personas». Pese a la importancia de las tres novelas, Walser se dedicará cada vez más a las formas breves, bien en prosa, en verso o en forma de drama. Sus textos se publicarán, entre otras, en revistas como Schaubühne, Kunst und Künstler, Neue Rundschau, Zukunft  o Simplicissimus, y se recogerán posteriormente en algunos volúmenes publicados en vida
Paralelamente a la labor literaria, que le reportaba algo de dinero pero no lo suficiente como para vivir en el meollo del mundo literario de la época, en el que por lo demás no se sentía muy cómodo, ejerce también otros empleos: de abril a septiembre de 1907, por ejemplo, trabaja para Paul Cassirer como secretario de la Berliner Secession, y a mediados de 1910, cada vez más apartado de la sociedad literaria de la capital alemana, se convierte en secretario, ayudante y hombre para todo de su casera berlinesa, propietaria de varios inmuebles y negocios. Al morir esta en septiembre de 1912, Walser se queda de la noche al día sin seguridad económica, hecho que, sumado a las negativas de Bruno Cassirer de seguir prestándole apoyo, lo lleva a marcharse de Berlín, no sin antes pasar unas semanas en casa de su hermano, que entretanto se había casado.

### 1913-1921: Período de Biel
En 1913, pues, tras la experiencia en la capital de la modernidad, Walser regresa a Suiza. Primero se instala por un tiempo con su hermana Lisa en Bellelay, donde esta ejercía de maestra de los hijos del personal de la clínica psiquiátrica del lugar. Es allí donde conoce a Frieda Mermet, lavandera y planchadora de la institución, con la que trabará amistad y mantendrá una larga y nutrida correspondencia. Mermet será su amiga y confidente, lo proveerá de víveres –queso, mantequilla, salchichón, té– y se encargará de guardar celosamente los artículos que se publican del escritor o que hablan de él; será a la vez una amiga fiel, su mejor interlocutora y la custodia de su archivo de trabajo.
Tras el breve paso por Bellelay, Walser se muda a su ciudad natal, Biel. La vuelta a Suiza puede leerse como un retiro voluntario de la esfera pública, demasiado exigente para alguien del carácter de Walser, y como la búsqueda de refugio en la paz de lo modesto, pequeño y conocido. En Biel se instala primero en casa de su padre y luego en una buhardilla del hotel Blaues Kreuz, donde permanecerá hasta 1920. Sigue publicando prosas breves en varios periódicos y revistas, y en 1913 aparece una antología de estas en el volumen Aufsätze, publicado por la editorial Kurt Wolff de Leipzig, que sería también el editor de Kafka. Son años de importantes pérdidas personales. En 1914 muere su padre; en 1916 fallece su hermano Ernst, que, afectado de «dementia praecox» (esquizofrenia), vivía desde 1898 ingresado en la clínica psquiátrica de Waldau; y en 1919 se suicida su hermano Hermann, profesor de Geografía Humana en la Universidad de Berna, aquejado igualmente de problemas psicológicos. El regreso a casa, por tanto, es menos cómodo de lo que puede parecer. En 1914, tras el estallido de la Primera Guerra Mundial, es movilizado durante varias semanas para hacer de nuevo el servicio militar en Erlach y en Saint Maurice.
El período de Biel se caracteriza por la vuelta a la forma breve, que publica en periódicos principalmente alemanes y suizos. De esos años, además de los mencionados Aufsätze, datan también Geschichten [Historias, 1914], Kleine Dichtungen [Breves fantasías, 1915], Prosastücke [Piezas en prosa, 1917], Kleine Prosa [Prosa breve, 1917], Der Spaziergang [El paseo, 1917] (el único texto relativamente extenso de la época), Poetenleben [Vida de poeta, 1918], Komödie [Comedia, 1919] y Seeland (1920). La publicación de Kleine Dichtungen le mereció el premio del Frauenbund zur Ehrung rheinländischer Dichter. Los años de Biel, además de aquilatar la forma breve, muestran a un Walser mucho más dado a la observación de la naturaleza, de la pérdida por el camino a la espera de la sorpresa, en una especie de idilio o fusión bucólica con el medio natural. Son también los años en que vuelve a escribir poesía. Walser hablaba de su época en Biel como la más hermosa. Preguntado por qué se había marchado de la ciudad respondió que «era muy pobre. Además, los motivos y temas accesorios que sacaba de Biel y de su entorno se fueron agotando poco a poco. En esa situación me escribió mi hermana Fanny, diciendo que había encontrado un puesto para mí en Berna […]».

### 1921-1933: Período de Berna
En 1921, pues, se traslada a Berna, donde trabaja durante cuatro meses como auxiliar bibliotecario del Archivo Cantonal, donde, según cuenta él mismo, «discutí con mi jefe, cuya paciencia colmé con una observación descarada. Me despidió, y volví a dedicarme a escribir». Son años de una profunda inestabilidad que se manifiesta, entre otras cosas, en los numerosos cambios de domicilio: entre enero de 1921 y enero de 1929 Walser se mudará hasta dieciséis veces de casa. Sin embargo, como el propio autor sugería, estos cambios fueron acompañados de un gran fervor creativo. En 1921, por ejemplo, escribió la novela Theodor, de la que en marzo de 1922, en Zúrich, leyó en público un fragmento. Según consta en la correspondencia, Walser llegó a recibir incluso un anticipo de la Asociación de Escritores para la publicación del libro. Comoquiera que la situación económica de los editores en Suiza no era muy buena ‒se puso en contacto con las editoriales Rhein y Grethlein‒, Walser llamó sin éxito a la puerta de varias editoriales alemanas. El manuscrito de la novela se considera hoy perdido. En una carta de 1928, Walser afirma que la novela se «encuentra desde hace cuatro años en la editorial Rowohlt, en Berlín, que desde entonces no ha dicho ni mu». Años más tarde le diría a Carl Seelig que no sabía dónde había ido a parar el manuscrito.
En Berna, diría en 1938, «bajo la impresión de esa ciudad vital y violenta, empecé a escribir de manera menos bucólica, más varonil e internacional que en Biel, donde me servía de un estilo melindroso. Como resultado ‒atraído por el nombre de la capital suiza‒, al principio me llegaron muchas peticiones y encargos de periódicos extranjeros. Había que buscar nuevas ocurrencias. Pero tanto elucubrar perjudicó mi salud». La productividad de los años de Berna alcanza su apogeo en el período comprendido entre 1924 y 1926, en el que Walser escribe casi a diario para cabeceras como la Prager Presse, el Berliner Tagblatt o el Frankfurter Zeitung. Se considera un periodista que hace literatura o un literato que ejerce el periodismo, circunstancia que aprovecha para entregarse a la experimentación: poco a poco, la escritura y el pensamiento se desplazan del qué al cómo. El grueso de sus escritos de esta época lo constituyen las piezas breves para la prensa. De hecho, el único volumen que publica por esos años es Die Rose [La rosa], que ve la luz en 1925 en la editorial Rowohlt de Berlín. Será el último libro propio que publique en vida (el resto serán antologías de su obra compiladas por terceras personas, sobre todo por Carl Seelig). De él le dijo en otoño de ese mismo año en una carta a su amiga Therese Breitbach: «De todos mis libros, La rosa es el más impertinente, el más juvenil.»

Es en la época de Berna cuando Walser desarrolla por completo la microescritura que dará lugar a los famosos microgramas. Sobre el método de la micrografía, en una carta a Max Rychner fechada el 20 de junio de 1927, escribe Walser: 
«Para el autor de estas líneas hubo un momento en que, en efecto, se vio preso de una terrible, de una espantosa aversión hacia la pluma, un momento en que estaba tan harto que apenas soy capaz de describirlo, en que, por poco que empezara a utilizarla, se convertía en todo un estúpido y, para librarse de este tedio de la pluma, empezó a lapicear, a esbozar, a garabatear. A mi juicio, con la ayuda del lápiz, podía jugar, componer mejor; me pareció que, de este modo, renacía el placer de escribir. Puedo asegurarle que usando la pluma (y eso empezó en Berlín) asistí al auténtico colapso de mi mano, a una suerte de crispación de cuyas garras me fui liberando a duras penas y con lentitud. La impotencia, la crispación, la apatía son siempre algo físico y mental a la vez. Pasé, pues, por un período de decaimiento que, por así decir, se reflejaba en la escritura a mano, en la disolución de la misma, y fue copiando lo que había escrito a lápiz cuando, como un niño, aprendí de nuevo a escribir.»
Aunque algunos indicios apuntan a que podría haber adoptado el método de la micrografía con anterioridad ‒según él mismo expresa de modo vago en algunas cartas de la época de Biel, en torno a 1917 había ya adoptado la práctica de escribir esbozos a lápiz y pasarlos a limpio en tinta‒, lo único seguro es que el escritor empleó este método de escritura entre otoño de 1924 y 1933, cuando dejó por completo la escritura. El conjunto de los microgramas lo compone un legajo de 526 hojas de tamaño variable ‒láminas de calendario, papel de carta, envoltorios de chocolatinas, etc.‒ repletas de una escritura minúscula hecha con caligrafía Sütterlin. A este tipo escritura, ya de por sí complejo, se le añade el problema del tamaño de la letra, que oscila entre los 1,5 y 3 mm de altura. No fue hasta 1985 cuando, gracias a la paciente y erudita labor de Bernhard Echte y Werner Morlang, que dedicaron cerca de veinte años a descifrarlos, fueron publicados conjuntamente por primera vez. Vale decir que Echte y Morlang trabajaron con la sola ayuda de una lupa y un cuentahílos, habida cuenta de las limitaciones técnicas de la época. Con anterioridad, en 1972, Jochen Greven y Martin Jürgens habían descifrado «Der Räuber»-Roman [El bandido] y las «Felix»-Szenen [Escenas de Felix], escritos ambos en 1925. Junto con el fragmento del Diario de 1926, son los tres proyectos unitarios mayores de todo el conjunto.
Los microgramas, además de su valor literario intrínseco, tienen también una gran importancia en términos de crítica genética y textual. Nos permiten ver el proceso de escritura, reescritura y adaptación que Walser empleaba en muchos de sus textos.

El 24 de enero de 1929, después de sufrir alucinaciones acústicas, insomnio y varias crisis de ansiedad, y a propuesta de su hermana Lisa, Walser accedió no sin reservas a ingresar en el sanatorio psiquiátrico de Waldau, en las inmediaciones de Berna. Le diagnosticaron una esquizofrenia de origen probablemente hereditario (recuérdese que tanto su madre como sus hermanos Ernst y Hermann habían tenido enfermedades mentales), aunque él lo atribuiría posteriormente, en una de sus charlas con Carl Seelig, a la sobrecarga de trabajo:
«Al principio también allí [en Berna] me fue bien. Pero imagínese mi espanto cuando un día recibí una carta del suplemento literario del Berliner Tageblatt en la que se me aconsejaba ¡no producir nada durante un semestre! Estaba desesperado. Sí, era cierto, me había secado totalmente. Estaba quemado como un horno. Desde luego, a pesar de esa advertencia me esforcé en seguir escribiendo. Pero lo único que conseguía arrancarme entre tormentos eran necedades. Lo único que siempre me ha salido bien es lo que ha brotado de mí con naturalidad, y lo que de algún modo yo mismo he vivido. Por aquel entonces, hice un par de chapuceros intentos de quitarme la vida. Pero no era capaz ni de hacer un nudo corredizo en condiciones. Finalmente, mi hermana Lisa me llevó al sanatorio de Waldau. Delante de la entrada le pregunté: “¿Estaremos haciendo lo correcto?”. Su silencio fue bastante elocuente. ¿Qué otra opción me quedaba sino entrar?»
En junio de ese mismo año, aparentemente recuperado, retomó la escritura, pero cuando los médicos lo ofrecieron la posibilidad de abandonar la institución, Walser se negó. Tenía dudas y se sentía inseguro: no sabía si quedarse o marcharse. Se quedó en Waldau cuatro años más, donde no dejó de escribir.

### 1933-1956: el silencio de Waldau
El 19 de junio de 1933, en contra de su voluntad, Walser es trasladado al sanatorio de Herisau, en el cantón de Appenzell. El diagnóstico pasa de esquizofrenia a «catatonía crónica». Es a partir de entonces cuando abandona toda la actividad literaria. A partir de entonces solo escribirá cartas, principalmente a sus hermanas Lisa y Fanny, y a Carl Seelig. Se comporta como un paciente modélico, tranquilo y discreto que gusta de dar paseos por los alrededores. 
Gracias a la insistencia del escritor, editor y mecenas Carl Seelig, la literatura de Walser empezó a salir poco a poco del olvido en que se había ido sumiendo. Seelig contactó con Walser en verano de 1935 con motivo de una nueva edición de El ayudante. El 26 de julio de 1937 le haría la primera de sus muchas visitas, que recogería en un libro extraordinario: Paseos con Robert Walser. En 1944, al morir Lisa Walser, que era la tutora legal de Robert, y después de los intentos infructuosos de Oscar Walser de revertir la incapacitación de Walser, Seelig se convirtió en tutor legal y «portavoz» del escritor.
Preguntado sobre la renuncia a escribir, Walser respondió: «Es absurdo y cruel plantearme la exigencia de que escriba también en el sanatorio. El único suelo en el que el poeta puede producir es el de la libertad. Mientras no se cumpla esa premisa, me niego a volver a escribir jamás. No sirve de nada poner a mi disposición una habitación, papel y pluma».
Walser murió de un ataque al corazón el día de Navidad de 1956, mientras daba un paseo por un campo nevado, en una imagen que recuerda de un modo tan poético como inquietante la descripción que el propio Walser hizo de la muerte del poeta Sebastian en Los hermanos Tanner.

## Recepción
Contra lo que suele creerse, Walser disfrutó en vida del favor de la crítica. Desde las novelas berlinesas hasta entrados los años veinte, fue un autor respetado y admirado por grandes nombres de la literatura del momento como Christian Morgenstern, Robert Musil, Kurt Tucholsky, Franz Kafka, Walter Benjamin, Hermann Hesse o Stefan Zweig. Su fama empezó a decaer en cuanto dejó de escribir para la prensa, poco antes del ingreso en el sanatorio de Waldau. Según Max Brod, por ejemplo, Kafka le leía encantado pasajes en voz alta como si estuviera «ante un público integrado por cientos de personas».
Musil, ironías del destino, comparó las Historias de Walser con Contemplación de Franz Kafka, publicada el mismo año. Y añadía: «Walser no tiene la menor intención de erigirse en revolucionario o en alguien de sentimientos retorcidos, sino más bien en un hombre a carta cabal, gentil, algo fantasioso en la mayor parte de sus reacciones […]. Manda de pronto callar a sus personajes y hace que hable la historia, como si ésta fuera un personaje.»
Stefan Zweig, por su parte, hablaba del «nunca suficientemente admirado suizo Robert Walser […], miniaturista par excellence, delicado, sensible y al mismo tiempo festivo. […] Figura única que no cabe en ningún grupo, categoría o comunidad: un tipo singular, ingenioso como hay pocos, que de modo inolvidable logra transmitir esta singularidad en cada frase y en cada párrafo que escribe».
También Walter Benjamin observó, a propósito de algunos personajes de Kafka, que «la ambigüedad sobre su forma de ser recuerda la iluminación intermitente con que hacen su aparición las figuras de la pequeña pieza de Robert Walser, autor de la novela El ayudante». A Benjamin le debemos también un ensayo seminal sobre Robert Walser, que ha marcado mucho el rumbo de su recepción.
Entre los años treinta y cincuenta, cuando estaba ya ingresado y había abandonado por completo la escritura, Carl Seelig editó en sellos modestos varias antologías de su obra que no tuvieron mucho eco fuera del territorio suizo. También fue el encargado de una edición en cinco volúmenes de sus obras en prosa. Con todo, el redescubrimiento de la obra de Walser no se inicia en Alemania y Suiza hasta los años setenta con la publicación de su obra completa a cargo de Jochen Greven, que se convertirá en una de las figuras principales de la difusión de sus escritos. Cabe destacar, sin embargo, un curioso e importante precedente en el mundo anglosajón, donde, en los años cincuenta, el poeta estadounidense Cristopher Middleton traduce al inglés El paseo y otros relatos, que será la única traducción que se haga en vida del autor (aunque se publicará un año después de su muerte, en 1957).
Entre las figuras internacionales que han manifestado estima por la obra de Walser o le han rendido homenaje cabe destacar a Elias Canetti, Susan Sontag, J. M. Coetzee, Ilse Aichinger, Claudio Magris, Roberto Calasso, W.G. Sebald, Martin Walser, Peter Handke, Thomas Bernhard, Elfriede Jelinek, William H. Gass, Gonçalo M. Tavares o Enrique Vila-Matas.
Después de los esfuerzos iniciales de Barral Editores por introducir en los años setenta la obra del autor suizo en el mundo hispano, la labor fue retomada a partir de los años ochenta por las editoriales Alfaguara, Pre-Textos y, en la actualidad, Siruela, que lo ha convertido en uno de los puntales de su catálogo. Con todo, no fue hasta finales de los años noventa y principios de la década de dos mil, gracias sobre todo a la labor literaria y de reivindicación casi mitómana de Enrique Vila-Matas, que lo celebró en Bartleby y compañía, El mal de Montano y Doctor Pasavento, cuando su obra llegó a un público más amplio. Hasta entonces sufría del mal de ser un escritor para escritores. También Juan José Saer, Menchu Gutiérrez, Alejandro Zambra o Patricio Pron se han declarado lectores entusiastas de Walser y han contribuido a la difusión de su obra en el mundo hispano.

## El Centro Robert Walser
Fundado en Berna en 2009, el Centro Robert Walser (Robert Walser-Zentrum, en alemán), es una entidad dedicada a la investigación y difusión de la obra de Robert Walser y de quien fuera su tutor en los últimos años, el escritor, editor y mecenas Carl Seelig. Conserva, gestiona y difunde la obra y el legado de ambos. El centro, que está abierto sin distinción tanto a especialistas como al público en general, acoge un archivo, una biblioteca de investigación, dos salas de lectura de libre acceso y un espacio de exposiciones temporales. Además de publicar obras y literatura especializada, organiza también actos, jornadas, talleres y muestras. Uno de los puntos más importantes de su labor es la promoción de traducciones de la obra de Walser. Para llevar a cabo su misión como lugar de referencia, el Centro Robert Walser colabora en algunos proyectos y tareas con instituciones nacionales e internacionales como universidades, escuelas, teatros, museos, archivos, editoriales o casas de la literatura.
El Centro Robert Walser acoge la principal biblioteca walseriana, que reúne textos de y sobre Robert Walser. Además de todas las ediciones alemanas de su obra ‒publicaciones sueltas y obras completas‒, su fondo cuenta con todas las traducciones extranjeras de la obra del autor suizo, así como con libros académicos, monografías, artículos de revista y trabajos universitarios de toda índole. Una herramienta de trabajo fundamental para el estudio y la investigación sobre la obra de Walser a escala internacional es el catálogo en línea de la biblioteca, que puede consultarse tanto en inglés Archivado el 22 de marzo de 2019 en Wayback Machine. como en alemán Archivado el 27 de marzo de 2019 en Wayback Machine.. El Centro Robert Walser posee la mayor colección de traducciones de obras de Walser.
Los manuscritos frágiles y de valor se conservan en el Archivo Literario Suizo, en la sede de la Biblioteca Nacional de Suiza, en Berna. Los visitantes e investigadores pueden sin embargo consultar versiones digitalizadas de los originales y de otros materiales, todos ellos accesibles desde la biblioteca.
Dentro de su misión por conservar, catalogar, ampliar y difundir los fondos de la obra de Robert Walser, el archivo emprendió en los años ochenta una labor editorial que continúa hasta la fecha. Entre 1985 y 2000, publicó la edición en seis volúmenes de los famosos Microgramas. Desde 2018 impulsa una nueva edición de las obras completas y de la correspondencia de Walser: la conocida como Berner Ausgabe.

## Obras publicadas en vida
- Fritz Kochers Aufsätze. Leipizg: Insel Verlag, 1904
- Geschwister Tanner. Berlín: Verlag Bruno Cassirer, 1907.
- Der Gehülfe. Berlín: Verlag Bruno Cassirer, 1908.
- Jakob von Gunten. Berlín: Verlag Bruno Cassirer, 1909.
- Gedichte. Berlín: Verlag Bruno Cassirer, 1909.
- Aufsätze. Leipzig: Kurt Wolff Verlag, 1913.
- Geschichten. Leipzig: Kurt Wolff Verlag, 1914.
- Kleine Dichtungen. Leipzig: Kurt Wolff Verlag, 1915 [pie de imprenta: 1914].
- Prosastücke. Zúrich: Rascher Verlag,1916.
- Kleine Prosa. Berna: Francke Verlag, 1917.
- Der Spaziergang. Frauenfeld: Huber Verlag, 1917.
- Kleine Prosa. Berna: Francke Verlag, 1917.
- Poetenleben. Frauenfeld: Huber Verlag, 1918.
- Komödie. Berlín: Verlag Bruno Cassirer, 1919.
- Seeland. Zúrich: Rascher Verlag, 1920 [1919].
- Die Rose. Berlín: Rowohlt, 1925.
- Große Welt, kleine Welt, ed. al cuidado de Carl Seelig. Erlenbach-Zúrich, Leipizg: Eugen Rentsch Verlag, 1937.
- Aus: „Große kleine Welt“, „Kleine Dichtungen“, „Poetenleben“. Aarau: Verlag H. R. Sauerländer & Co., sin indicación de año [1940].
- Vom Glück des Unglücks und der Armut, ed. al cuidado de Carl Seelig. Basilea: Benno Schwabe & Co., 1944.
- Stille Freuden, ed. al cuidado de Carl Seelig. Olten: Vereinigung Oltner Bücherfreunde, 1944.
- Dichterbildnisse, ed. al cuidado de Carl Seelig. Schaffhausen: Scherrer & Co., 1947.
- Die Schlacht bei Sempach. Eine Geschichte. St. Gallen: Tschudy Verlag, 1950.

## Ediciones de sus obras en alemán
Desde la muerte de Walser se han emprendido varias ediciones de su obras completas y de su correspondencia. A fecha de hoy cabe destacar las siguientes, todas ellas disponibles:
- Werke. Berner Ausgabe, ed. al cuidado de Lucas Marco Gisi, Reto Sorg, Peter Stocker y Peter Utz. Berlín: Suhrkamp, desde 2018.
- Kritische Robert Walser-Ausgabe. Kritische Ausgabe sämtlicher Drucke und Manuskripte, ed. al cuidado de Wolfram Groddeck, Barbara von Reibnitz et al. Basilea y Frankfurt: Stroemfeld, Schwabe, 2008 y ss.
- Aus dem Bleistiftgebiet, ed. al cuidado de Bernhard Echte y Werner Morlang, por encargo del Robert Walser-Archiv de la Fundación Carl Seelig. Zúrich y Frankfurt: Suhrkamp, 1985-2000 [6 volúmenes].
- Briefe. Berner Ausgabe, ed. al cuidado de Peter Stocker y Bernhard Echte, con la colaboración de Peter Utz y Thomas Binder. Berlín: Suhrkamp, 2018 [3 volúmenes].
- Sämtliche Werke in Einzelausgaben, ed. al cuidado de Jochen Greven. Zúrich y Frankfurt: Suhrkamp, 1985-1986 [20 volúmenes].

## Traducciones al castellano
- Jakob von Gunten, trad. de Juan García Hortelano y C[arlos] B[arral] Agesta. Barcelona: Barral, 1974. (Basada en la edición italiana de Adelphi.)
- El ayudante, trad. de Juan José del Solar. Madrid: Alfaguara, 1982; Siruela, 2001.
- Jakob von Gunten, trad. de Juan José del Solar. Madrid: Alfaguara, 1984; Siruela, 2000.
- Los hermanos Tanner, trad. de Juan José del Solar. Madrid: Alfaguara, 1985; Siruela, 2003.
- Vida de poeta, trad. de Juan José del Solar. Madrid: Alfaguara, 1990; Siruela, 2010.
- El paseo, trad. de Carlos Fortea. Madrid: Siruela, 1996.
- Poemas. Blancanieves, trad. de Carlos Ortega. Barcelona: Icaria, 1997.
- Los cuadernos de Fritz Kocher, trad. de Violeta Pérez y Eduardo Gil Bera. Valencia: Pre-Textos, 1998.
- Las composiciones de Fritz Kocher, trad. de Helena Graciela Cisneros. Buenos Aires: Eudeba, 1999.
- Historias de amor, trad. de Juan de Sola. Madrid: Siruela, 2003.
- El bandido, trad. de Juan de Sola. Madrid: Siruela, 2004.
- Escrito a lápiz. Microgramas I (1924-1925), trad. de Juan de Sola. Madrid: Siruela, 2005.
- La habitación del poeta. Prosas y poemas inéditos, trad. de Juan de Sola. Madrid: Siruela, 2005
- Escrito a lápiz. Microgramas II (1926-1927), trad. de Rosa Pilar Blanco. Madrid: Siruela, 2006.
- Escrito a lápiz. Microgramas III (1925-1932), trad. de Rosa Pilar Blanco. Madrid: Siruela, 2007.
- Ante la pintura. Narraciones y poemas, trad. de Rosa Pilar Blanco. Madrid: Siruela, 2009.
- Historias, trad. de Juan José del Solar. Madrid: Siruela, 2010.
- Sueños. Prosa de la época de Biel, trad. de Rosa Pilar Blanco. Madrid: Siruela, 2012.
- Diario de 1926, trad. de Juan de Sola. Segovia: La Uña Rota, 2013.
- Desde la oficina, trad. de Rosa Pilar Blanco. Madrid: Siruela, 2016.
- El pequeño zoológico, trad. de Rosa Pilar Blanco. Madrid: Siruela, 2017.
- Lo mejor que sé decir sobre la música, trad. de Rosa Pilar Blanco. Madrid: Siruela, 2019.
- Berlín y el artista, trad. de Isabel García Adánez. Madrid: Siruela, 2021.
- El hombre que perdió la cabeza, trad. de Juan de Sola. Barcelona: Las Afueras, 2021.￼

## Adaptaciones cinematográficas y musicales
- Jakob von Gunten (1971). Dirección: Peter Lilienthal. Guion: Ror Wolf y Peter Lilienthal.
- Der Gehülfe [El ayudante, 1975]. Dirección: Thomas Koerfer.
- Der Vormund und sein Dichter [El tutor y su poeta, 1978]. Dirección y guion: Percy Adlon. (Adaptación libre del Paseos con Robert Walser, de Carl Seelig.)
- Robert Walser (1974-1978). Dirección y guion: HHK Schoenherr.
- Waldi [Bosquecillo, 1980]. Dirección y guion: Reinhard Kahn y Michael Leiner. (Adaptación de «Der Wald» [El bosque].)
- Brentano (1995). Dirección: Romeo Castellucci.
- Institute Benjamenta, or This Dream People Call Human Life [El Instituto Benjamenta o Este sueño que la gente llama vida humana, 1995]. Dirección y guion: Stephen Quay y Timothy Quay. (Adaptación libre de Jakob von Gunten.)
- Schneewittchen [Blancanieves, 1998], ópera de Heinz Holliger.
- Blanche Neige (1999), dirigida por Rudolph Straub, con música de Giovanna Marini.
- Branca de Neve (2000). Dirección: João César Monteiro.
- Jakob von Gunten (2001). Dirección fílmica: Georg Bühren. Dirección escénica: Martin Jürgens. Guion: Martin Jürgens, Petra Moser y Andreas Ramstein.